# Кувшинов (хутор)
Кувшинов — хутор в Даниловском районе Волгоградской области, в составе Атамановского сельского поселения.
Население — 131 (2010) человек.

## История
Дата основания не установлена. Хутор относился к юрту станицы Берёзовской Усть-Медведицкого округа Земли Войска Донского (с 1870 — Область Войска Донского). В 1859 году на хуторе проживало 120 мужчины и 124 женщины. Население хутора быстро увеличивалось. Согласно переписи населения 1897 года на хуторе проживало 404 мужчины и 420 женщин, из них грамотных: мужчин — 167, женщин — 18.
Согласно алфавитному списку населённых мест Области Войска Донского 1915 года на хуторе имелось хуторское правление, Успенская церковь, однокласснное приходское училище, две ветряные мельницы, проживало 460 мужчин и 414 женщин, земельный надел составлял 460 десятин.
С 1928 года — в составе Берёзовского района Хопёрского округа (упразднён в 1930 году) Нижне-Волжского края (с 1934 года — Сталинградского края, с 1936 года — Сталинградской области). Хутор являлся центром Кувшиновского сельсовета. В 1953 году (решение облисполкома от 09 июля 1953 года № 24/1600) произошло объединение Атамановского и Кувшиновского сельсоветов — в один Атамановский с центром в хуторе Атамановском. Указом Президиума ВС РСФСР от 01 февраля 1963 года № 741/95 Березовский район был ликвидирован, Атамановский сельсовет передан в состав Котовского района. В 1966 году — передан в состав Даниловского района

## География
Хутор находится в степи, на юге Даниловского района, в пределах Доно-Медведицкой гряды Приволжской возвышенности, на реке Берёзовке (левый приток Медведицы). Высота центра населённого пункта — около 120 метров над уровнем моря. В районе хутора рельеф местности холмисто-равнинный. Долина реки Берёзовки изрезана многочисленными балками и оврагами. По балкам к северо-востоку от хутора сохранились остатки байрачных лесов и искусственных лесонасаждений. Почвы — чернозёмы южные и чернозёмы солонцеватые и солончаковые.
По автомобильным дорогам расстояние до административного центра сельского поселения хутора Атамановка — 13 км, до районного центра посёлка Даниловка — 43 км, до областного центра города Волгоград — 240 км. Ближайший населённый пункт: хутор Рогачи расположен в 7 км ниже по реке Берёзовке.
Часовой пояс
Кувшинов, как и вся Волгоградская область, находится в часовой зоне МСК (московское время). Смещение применяемого времени относительно UTC составляет +3:00.

## Население
Динамика численности населения по годам:
| 1859 | 1873 | 1897 | 1915 | 1987 | 2002 |
| ---- | ---- | ---- | ---- | ---- | ---- |
| 244  | 598  | 824  | 874  | ≈160 | 146  |

| 2010 |
| ---- |
| 131  |